# Шкурин, Яков Степанович
Я́ков Степа́нович Шку́рин (1898 — 1971) — советский военачальник, участник Гражданской, Советско-финской и Великой Отечественной войн, генерал-лейтенант авиации (7.08.1943). Начальник Академии командного и штурманского состава ВВС РККА (Военно-воздушной академии имени Ю. А. Гагарина) (1942—1944).

## Биография
Родился 25 апреля 1898 года в деревне Холмогорская Слобода Самарской губернии в семье крестьянина. Русский. В 1908 году окончил сельскую школу. В РККА с 1918 года, призван Симбирским РВК, член. Член РКП(б) с 1919 года. Участник гражданской войны 1918—1920 гг., За образцовое выполнение заданий командования в Гражданской войне командир на Южном и Западном фронтах командир роты 498-го стрелкового полка Я. С. Шкурин награждён орденом Красного знамени и наградным оружием в 1922 году.
В 1932 году на аэродроме Сеща был начальником штаба 9-й тяжелобомбардировочной бригады (командир Циэмгал (Цемгал) Альберт Янович, комиссар Лосев Мендель Абрамович (с 1935 года). К 1936 году бригада укомплектова крупнейшими довоенными бомбардировщиками ТБ-3Р. Полное наименование бригады: 9-я бригада имени 10-го Всесоюзного съезда Ленинского комсомола", а пять входивших в неё эскадрилий носили имена Ворошилова, Кагановича, Кирова, Постышева и Косарева. В 1938–1940 – начальник штаба ВВС Белорусского военного округа. С 1941 занимал должность начальника штаба ВВС Дальневосточного фронта. Шкурину Я. С. было присвоено звание генерал-майор авиации.
Участник Советско-финской войны в 1939—1940 годах. За образцовое выполнение заданий командования борьбе с белофиннами награждён орденом Красного знамени в 1940 году.
С началом Великой Отечественной войны сначала по-прежнему исполнял обязанности командующего ВВС Дальневосточного фронта, затем назначен на должность начальника штаба ВВС Юго-Западного фронта. В должности начальника штаба ВВС Юго-Западного фронта под Пирятином в сентябре 1941 года вместе со штабом Юго-Западного фронта попал в окружение. Выходил к линии фронта в составе небольшой группы пограничников. При попытке переправиться через реку Сула был ранен в живот. Спутники вынесли его на руках. В деревне Яхники переоделся в крестьянскую одежду, спрятал в ботинок удостоверение личности и первый лист партбилета (остальное отделил, чтобы в случае гибели враг не мог использовать документ). Через 45 суток вышел из окружения на участке обороны 1-й гвардейской стрелковой дивизии под Лебедином.
С 9 июня 1942 года по 17 августа 1942 года — начальник штаба 8-й воздушной армии. В 1942 году генерал-майор авиации Я. С. Шкурин был назначен начальником Военно-воздушной Краснознаменной академии. 7 августа 1943 года присвоено звание генерал-лейтенант авиации.
В 1945–1946 — командующий ВВС Смоленского военного округа. С мая 1946 года по октябрь 1947 года командовал 12-й воздушной армией Забайкальского военного округа. В 1947—1950 — заместитель начальника Военно-воздушной Краснознаменной академии по научной и учебной работе. В 1950—1953 — начальник кафедры Военной академии Генштаба. В 1952 году окончил Военную академию Генштаба. 
30 ноября 1953 года уволен в запас.
Скончался 1 ноября 1971 года. Похоронен на Лианозовском кладбище.

## Звания
- Комбриг (20.02.1938)
- Комдив (04.05.1940)
- Генерал-майор авиации (04.06.1940)
- Генерал-лейтенант авиации (07.08.1943)

## Награды
- Орден Ленина (21.02.1945)
- Орден Красного знамени (1922)
- Орден Красного знамени (27.03.1942)
- Орден Красного знамени (03.11.1944)
- Орден Красного знамени (20.06.1949)
- Орден Суворова II степени (19.04.1945)
- Орден Отечественной войны 1-й степени
- Орден Красной Звезды (20.05.1940)
- медали